# SG Mannheim (Basketball)
Die SG Mannheim (Spielgemeinschaft Mannheim) ist eine Basketball Spielgemeinschaft aus Mannheim. Sie wurde 2003 gegründet und besteht aktuell aus dem Verein Ball im Quadrat sowie den Basketballabteilungen des TSV Mannheim und des DJK Mannheim. Mit über 300 aktiven Mitgliedern ist die SG Mannheim der drittgrößte Basketballverein in Baden-Württemberg. Die erste Herrenmannschaft spielt seit der Saison 2018/19 in der 1. Regionalliga Südwest, die erste Damenmannschaft in der Landesliga.

## Geschichte
Vor 1997 konkurrierten in Mannheim die Basketballabteilungen der Post SG Mannheim, DJK Käfertal-Waldhof und des TSV Mannheim. Alle Vereine waren sehr bemüht, ihre Jugend- und Seniorenarbeit in den Bereich des Leistungssports auszubauen, gerieten aber immer wieder schnell an ihre Kapazitätsgrenzen. Durch das gegenseitige Abwerben von Spielern war es für die Vereine zudem schwer, eine sportliche Weiterentwicklung voranzutreiben und in höhere Ligen aufzusteigen. Das führte zum Umdenken und 1997 entschieden sich die Basketballabteilungen der DJK Käfertal-Waldhof und Post SG Mannheim im sportlichen Bereich zu kooperieren. Um gleichzeitig die Weichen für eine erfolgreiche Jugendarbeit zu stellen, wurde der Förderverein Basketball Rhein-Neckar e.V. gegründet.
Nach sechs Jahren erfolgreicher Zusammenarbeit im Rahmen der Kooperation gründeten die Post SG Mannheim und DJK Mannheim im Jahr 2003 die Spielgemeinschaft Mannheim, die sich lediglich auf die Basketballabteilungen beschränkte. Ziel war es, die Kräfte nicht nur im sportlichen zu bündeln, sondern auch eine gemeinsame Infrastruktur und Administrative zu schaffen. Der TSV Mannheim trat mit seiner Basketballabteilung der Spielgemeinschaft ein Jahr später (2004) bei. Nach dem Austritt der Post SG Mannheim aus der Spielgemeinschaft im Jahr 2007 trat der neu gegründete Verein Ball im Quadrat e. V. an dessen Stelle.
Aktuell besteht die Spielgemeinschaft aus:
- Ball im Quadrat e. V.
- DJK Mannheim e. V.(Basketballabteilung)
- TSV Mannheim von 1846 e. V. (Basketballabteilung)

Der Fokus der SG Mannheim liegt vor allem auf der Etablierung guter Jugendarbeit sowohl im männlichen wie auch im weiblichen Bereich. Insgesamt gibt es von der U8 bis zur U20 insgesamt 14 Jugendmannschaften. Außerdem ist die SG Mannheim an der Kooperation des NBBL-Teams Basket College Rhein-Neckar beteiligt. Im Seniorenbereich sind sechs Herrenteams und drei Damenteams gemeldet.

## Logo
Das erste Logo aus dem Jahr 2003 besteht aus einem Basketball umgeben von kleinen Quadraten, die zusammen ein großes Quadrat ergeben. Es symbolisiert die Verankerung des Basketballsports inmitten der Quadratestadt Mannheim. Der Basketball wird umgeben von dem Schriftzug „SG Mannheim Basketball“. Im Jahre 2011 wurde das Logo überarbeitet. Es erhielt eine 3D-Optik sowie einen geschwungenen Schriftzug und hellere Orangetöne.
Im Jahr 2014 wurde in der Spielgemeinschaft der Wunsch nach einer kompletten Neugestaltung des Logos immer lauter. Auf eine Initiative von Vereinsmitgliedern hin entwickelte ab dem Sommer 2014 ein Team bestehend aus 6 engagierten Vereinsmitgliedern in Zusammenarbeit mit dem Grafikdesigner Rafael Schulz ein neues Logo. Dieses wurde schließlich am 1. März 2015 unter dem Motto „Eine neue Ära beginnt“ vor 800 Vereinsmitgliedern und Zuschauern in der Mannheimer GBG-Halle präsentiert. Das Fundament des Logos bilden ein halber Basketball sowie die Kürzel der drei Trägervereine der Spielgemeinschaft. Das zentrale Element ist der Schriftzug „SG Mannheim“, aus dem die Silhouette des Mannheimer Wasserturms als Wahrzeichen der Stadt Mannheim herausragt. Eine Besonderheit ist die Einbindung des Vereinsmottos „One Team“, das auch im Logo symbolisch den Basketball mit Mannheim verbindet.

## Die erste Herrenmannschaft
| Saison | Spielklasse             | Platz | Teams | Bilanz |
| --- | ----------------------- | ----- | ----- | ------ |
| 2004/05 | Regionalliga BW         | 8.    | 11 a  | 7-13   |
| 2005/06 | Regionalliga BW         | 9.    | 12    | 6-16   |
| 2006/07 | Regionalliga BW         | 10.   | 12    | 7-15   |
| 2007/08 | Regionalliga BW         | 2.    | 12    | 17-5   |
| 2008/09 | Regionalliga BW         | 4.    | 12    | 11-11  |
| 2009/10 | Regionalliga BW         | 9.    | 12    | 9-13   |
| 2010/11 | Regionalliga BW         | 5.    | 12 b  | 12-10  |
| 2011/12 | Regionalliga BW         | 9.    | 13 c  | 10-14  |
| 2012/13 | Regionalliga BW         | 3.    | 14    | 17-9   |
| 2013/14 | Regionalliga BW         | 13.   | 14    | 6-20   |
| 2014/15 | Regionalliga BW         | 6.    | 14    | 15-11  |
| 2015/16 | Regionalliga BW         | 4.    | 15    | 20-8   |
| 2016/17 | Regionalliga BW         | 2.    | 14    | 22-4   |
| 2017/18 | Regionalliga BW         | 1.    | 14    | 24-2   |
| 2018/19 | 1. Regionalliga Südwest | 12.   | 14    | 9-17   |
| 2019/20 | 1. Regionalliga Südwest | 14.   | 14 d  | 7-16   |
| 2020/21 | 1. Regionalliga Südwest | -     | - e   | -      |
| 2021/22 | 1. Regionalliga Südwest | 12.   | 15 g  | 10-16  |
| a In der Saison 2004/05 hat der TV Rottenburg zurückgezogen b In der Saison 2010/11 haben der TV Schwetzingen und VfB Friedrichshafen zurückgezogen c In der Saison 2011/12 hat der SSC Karlsruhe zurückgezogend In der Saison 2019/20 ist niemand abgestiegen, aufgrund Abbruch der Saison wegen Coronae Die Saison 2020/21 wurde aufgrund Corona ausgesetztg In der Saison 2021/22 hat TV Idstein zurückgezogen |                         |       |       |        |

Seit der Saison 2004/05 spielt die erste Mannschaft in der Regionalliga Baden-Württemberg (ehem. Regionalliga Südwest-Süd) des BBW, die der fünfthöchsten Spielklasse im deutschen Basketball entspricht. Die Liga beschreibt den Übergang vom leistungsorientierten Amateurbereich der Oberligen zur semi-professionellen 1. Regionalliga Südwest, der vierthöchsten deutschen Spielklasse.
Trotz Platzierungen im unteren Tabellendrittel in den Spielzeiten 2004/05 bis 2006/07, konnte die Mannschaft stets die Klasse halten. Leistungsträger in diesen Jahren waren vor allem Andreas Steckbauer, Oliver Komarek, Christian Kuhn, Albert Kuppe, Ignazio De Ferrari, Wolfgang Otters, Florian Erdinger und Tobias Specht. Zur Saison 2007/08 wurde der Kader um Otters, Erdinger und De Ferrari dann erheblich verstärkt. Mit Ronald Lenair Merriwether, Jonathan Tunga und Bruce Zabukovic stießen drei starke Offensivspieler zum Team. Die Saison verlief sehr erfolgreich und drei Spieltage vor Ende der Saison 2007/08 standen die Voraussetzungen für die Meisterschaft in der Regionalliga Südwest-Süd sehr gut. Die Mannschaft belegte mit bis dato nur zwei Niederlagen (beide gegen den TV Derendingen) und 34:4 Punkten den ersten Platz, dicht gefolgt von der BSG Basket Ludwigsburg mit einer Bilanz von 32:6. Jedoch verlor die SG überraschend die nächsten zwei Spiele in Folge, wogegen Ludwigsburg seine Pflichtaufgabe mit zwei Siegen erfüllte und mit 2 Punkten in der Tabelle in Führung ging. Mit dem direkten Duell der beiden Teams am letzten Spieltag ging die Saison mit einem Showdown in Mannheim zu Ende gehen. Die SG Mannheim hatte das Hinspiel mit 68:59 gewonnen, wodurch der Sieg im letzten Spiel gleichzeitig die Meisterschaft und den Aufstieg in die 1. Regionalliga Südwest bedeutete. In einer hart umkämpften und spannenden Partie setzte sich die BSG Basket Ludwigsburg schließlich mit 84:80 durch und die SG Mannheim verpasste als Vizemeister den Aufstieg in die 1. Regionalliga.
In der Saison 2013/14 musste die SG Mannheim als Vorletzter in die Abstiegsrelegation gegen den TV Derendingen. Das Hinspiel gewann Derendingen mit 90:85. Im Rückspiel wurde Marcel Maringer zum Matchwinner für die SG Mannheim, der 30 Punkte zum 69:54-Sieg beisteuerte und damit den Klassenerhalt sicherte. Head Coach Thorsten Schnieder trat danach aus beruflichen Gründen zurück. Zur Saison 2014/15 übernahm dann Peter Eberhardt die Mannschaft. Eberhardt hatte die Mannschaft bereits im Rahmen der Kooperation von 2001 bis 2003 trainiert. Dabei hatte er auch maßgeblich an der Gründung der SG Mannheim mitgewirkt. Im ersten Jahr nach seiner Rückkehr wurde die SG Mannheim BBW Pokalsieger 2015. In der Spielzeit 2016/17 feierte man zum zweiten Mal die Vizemeisterschaft und landete nur knapp hinter dem Meister Crailsheim Merlins 2. Den bis dato größten Erfolg der Vereinsgeschichte feierte die SG Mannheim schließlich in der Saison 2017/18. Mit einer Bilanz von 24-2 gewann das Team von Head Coach Peter Eberhardt erstmals die Meisterschaft in der Regionalliga Baden-Württemberg und schaffte damit den Aufstieg in die Regionalliga Südwest.
Mit Eigengewächs Max Bohrmann steht aktuell auch ein ehemaliger Jugendnationalspieler im Kader.

### Kader der Saison 2022/23
| Spieler | Spieler            | Spieler           | Spieler | Spieler | Spieler | Spieler                  |
| Nr.     | Nat.               | Name              | Geburt  | Größe   | Info    | Letzter Verein           |
| ------- | ------------------ | ----------------- | ------- | ------- | ------- | ------------------------ |
|         |                    | Guards (PG, SG)   |         |         |         |                          |
| 32      | Deutschland        | Pascal Klähn      | 1999    | 1,87 m  |         | Plattsburgh College      |
| 12      | Vereinigte Staaten | McGee             | 1991    | 1,88 m  |         | TV Augsburg              |
| 7       | Deutschland        | Tim Kalocai       | 1999    | 1,90 m  |         | BG Karlsruhe             |
| 3       | Deutschland        | Joris Bestert     | 2002    | 1,87 m  |         | PSK Lions Karlsruhe      |
| 6       | Deutschland        | Benjamin Kaufhold | 1989    | 1,85 m  |         | KIT SC Karlsruhe         |
| 1       | Deutschland        | Eric Curth        | 1992    | 1,91 m  |         | VfL Bensheim             |
|         |                    | Forwards (SF, PF) |         |         |         |                          |
| 9       | Deutschland        | David Scheffels   | 1996    | 2,01 m  |         | Eintracht Frankfurt      |
| 38      | Polen              | Sławomir Klocek   | 1984    | 1,93 m  |         | MCKiS Jaworzno           |
| 11      | Deutschland        | Alexander Kuhn    | 1992    | 1,98 m  |         | BIS Baskets Speyer       |
| 47      | Deutschland        | Albert Kuppe      | 1988    | 2,00 m  |         | MLP Academics Heidelberg |
| 13      | Deutschland        | Kevin Bluhm       | 1991    | 1,98 m  |         | Heidelberger TV          |
|         | Deutschland        | Björn Almenäs     | 1998    | 1,90 m  |         | VfL Bensheim             |
|         |                    | Center (C)        |         |         |         |                          |
| 28      | Deutschland        | Tobias Faller     | 1998    | 2,05 m  |         | Gorillas Hassloch        |
| 15      | Deutschland        | Daniel Medo       | 1995    | 1,95 m  |         | MTV Kronberg             |

| Trainer     | Trainer           | Trainer          |
| Nat.        | Name              | Position         |
| ----------- | ----------------- | ---------------- |
| Deutschland | Peter Eberhardt   | Head Coach       |
| Deutschland | Fatih Akuoko      | Assistant Coach  |
| Deutschland | Danny Brose       | Physiotherapeut  |
| Litauen     | Arvydas Vaitiekus | Athletik-Trainer |
| Deutschland | Marius Balzarek   | Team-Manager     |
| Deutschland | Alex Gebhardt     | Team-Manager     |

| Legende                  | Legende                           |
| Abk.                     | Bedeutung                         |
| ------------------------ | --------------------------------- |
| Nr.                      | Trikotnummer                      |
| Nat.                     | Nationalität                      |
| U23                      | Deutscher Spieler unter 23 Jahren |
| (C)                      | Mannschaftskapitän                |
| Quellen                  |                                   |
| Teamhomepage             |                                   |
| Ligahomepage             |                                   |
| Stand: 13. Dezember 2018 |                                   |

| Legende                  | Legende                           |
| Abk.                     | Bedeutung                         |
| ------------------------ | --------------------------------- |
| Nr.                      | Trikotnummer                      |
| Nat.                     | Nationalität                      |
| U23                      | Deutscher Spieler unter 23 Jahren |
| (C)                      | Mannschaftskapitän                |
| Quellen                  |                                   |
| Teamhomepage             |                                   |
| Ligahomepage             |                                   |
| Stand: 13. Dezember 2018 |                                   |

### All-Time Point Leaders
| Pl. | Name                 | Nat.        | Pos. | Saisons | Spiele | Punkte Gesamt | ∅ Spiel |
| --- | -------------------- | ----------- | ---- | ------- | ------ | ------------- | ------- |
| 01  | Max Bohrmann         | Deutschland | C    | 9       | 141    | 2.104         | 14,9    |
| 02  | Alexander Kuhn       | Deutschland | SF   | 7       | 138    | 2.085         | 15,1    |
| 03  | Marcel Tyrone Müller | Deutschland | SG   | 10      | 179    | 1.951         | 10,9    |
| 04  | Florian Erdinger     | Deutschland | PF   | 10      | 175    | 1.756         | 10,0    |
| 05  | Marcel Maringer      | Deutschland | SG   | 11      | 188    | 1.517         | 8,1     |
| 06  | Mirel Klimentov      | Bulgarien   | PG   | 4       | 92     | 1.168         | 12,7    |
| 07  | Marcel Unkelbach     | Deutschland | SG   | 7       | 128    | 1.146         | 9,0     |
| 08  | Martin Volpert'      | Deutschland | PF   | 8       | 160    | 1.040         | 6,5     |
| 09  | Sławomir Klocek      | Polen       | PF   | 5       | 83     | 846           | 10,2    |
| 010 | Tobias Specht        | Deutschland | PG   | 7       | 67     | 780           | 11,6    |

Für die SG Mannheim aktive Spieler in Fettschrift hervorgehoben.
Daten aus Ligaspielen ab Saison 2004/05, Stand: 13. Dezember 2018

### Ehemalige Spieler
| Bekannte ehemalige Spieler |                      |
| \| Name \| aktueller Verein \| \| --------------- \| -------------------- \| \| Kevin Bright \| Karriere beendet \| \| Jens Hirschberg \| Karriere beendet \| \| Oliver Komarek \| Karriere beendet \| \| Albert Kuppe \| SG Mannheim \| \| Mario Stojić \| Karriere beendet \| \| Eric Curth \| SG Mannheim \| \| Luca Merkel \| Eisbären Bremerhaven \| \| Elijah Ndi \| Würzburg Baskets \| |                      |
| Name | aktueller Verein     |
| Kevin Bright | Karriere beendet     |
| Jens Hirschberg | Karriere beendet     |
| Oliver Komarek | Karriere beendet     |
| Albert Kuppe | SG Mannheim          |
| Mario Stojić | Karriere beendet     |
| Eric Curth | SG Mannheim          |
| Luca Merkel | Eisbären Bremerhaven |
| Elijah Ndi | Würzburg Baskets     |

### Ehemalige Trainer
- Peter Eberhardt (seit 2014)
- Thorsten Schnieder (2011–2014)
- René Ullrich (2011, 2009–2010, 2005–2007)
- Ralf Schäfer (2010)
- Paco Rodriguez (2008–2009)
- Predrag Cvetković (2003–2005)

## Die erste Damenmannschaft
| Saison | Spielklasse       | Platz | Teams | Bilanz |
| --- | ----------------- | ----- | ----- | ------ |
| 2006/07 | Oberliga West     | 2.    | 10    | 13-5   |
| 2007/08 | Oberliga West     | 1.    | 9 d   | 14-2   |
| 2008/09 | Regionalliga SW-S | 9.    | 10    | 6-12   |
| 2009/10 | Oberliga West     | 3.    | 9 e   | 11-5   |
| 2010/11 | Oberliga West     | 7.    | 10    | 6-12   |
| 2011/12 | Oberliga West     | 2.    | 11    | 16-4   |
| 2012/13 | Oberliga West     | 8.    | 9     | 4-12   |
| 2013/14 | Oberliga West     | 9.    | 11    | 7-13   |
| 2014/15 | Oberliga West     | 8.    | 11 f  | 8-12   |
| 2015/16 | Oberliga West     | 2.    | 10    | 14-4   |
| 2016/17 | Regionalliga BW   | 11.   | 11    | 0-20   |
| 2017/18 | Oberliga Baden    | 5.    | 13    | 14-10  |
| d In der Saison 2007/08 hat TSV Viernheim II zurückgezogen e In der Saison 2009/10 hat BV Linkenheim-Hochstetten II zurückgezogen f In der Saison 2014/15 hat KIT SC Karlsruhe zurückgezogen |                   |       |       |        |

Die erste Damenmannschaft der SG Mannheim ging zum ersten Mal in der Saison 2006/07 in der Oberliga West an den Start. Nach einer erfolgreichen Debütsaison mit dem zweiten Platz, konnte ein Jahr später die Meisterschaft und der damit verbundene Aufstieg in die Regionalliga gefeiert werden. Nach einer schwierigen Saison 2008/09 in der Regionalliga musste das Team jedoch schon nach einem Jahr als Vorletzter wieder den Gang in die Oberliga antreten. Die Spielzeiten zwischen 2009 und 2016 waren in den Folgejahren sehr durchwachsen. Entweder spielte das Team um die Meisterschaft mit oder musste um den Klassenerhalt kämpfen.
In der Saison 2014/15 übernahm Sven Schumacher den Posten als Head Coach der Damenmannschaft, der weiterhin auch als Head Coach der zweiten Herrenmannschaft in der Oberliga aktiv blieb. Nach einem sportlich schwierigem ersten Jahr, kämpfte das Team in der Saison 2015/16 mit dem SSC Karlsruhe um den Titel in der Oberliga West. Zwar wurde die sportliche Qualifikation für die Regionalliga mit dem zweiten Platz nicht erreicht, jedoch wurde der Mannschaft als „Nachrücker“ ein Startplatz in der Regionalliga angeboten, welches auch angenommen wurde. Die Mannschaft musste jedoch bereits vor Saisonbeginn einige Abgänge verzeichnen, sodass Coach Schumacher lediglich mit einem sehr dezimierten Kader zu den Spielen antreten konnte. Das reichte aber nicht, um in der Regionalliga zu bestehen und so trat die Damen 1 nach nur einer Regionalligasaison und ohne einen Sieg wieder den Weg in die Oberliga an. Nach dem 5. Platz in der Oberliga Baden in der Saison 2017/18, wurde die Mannschaft aufgrund des Abgangs vieler Spielerinnen abgemeldet. Damit gibt es ab der Saison 2018/19 nur noch eine Mannschaft im Damenbereich, welche in der Landesliga Rhein-Neckar spielt.

## Heimstätte

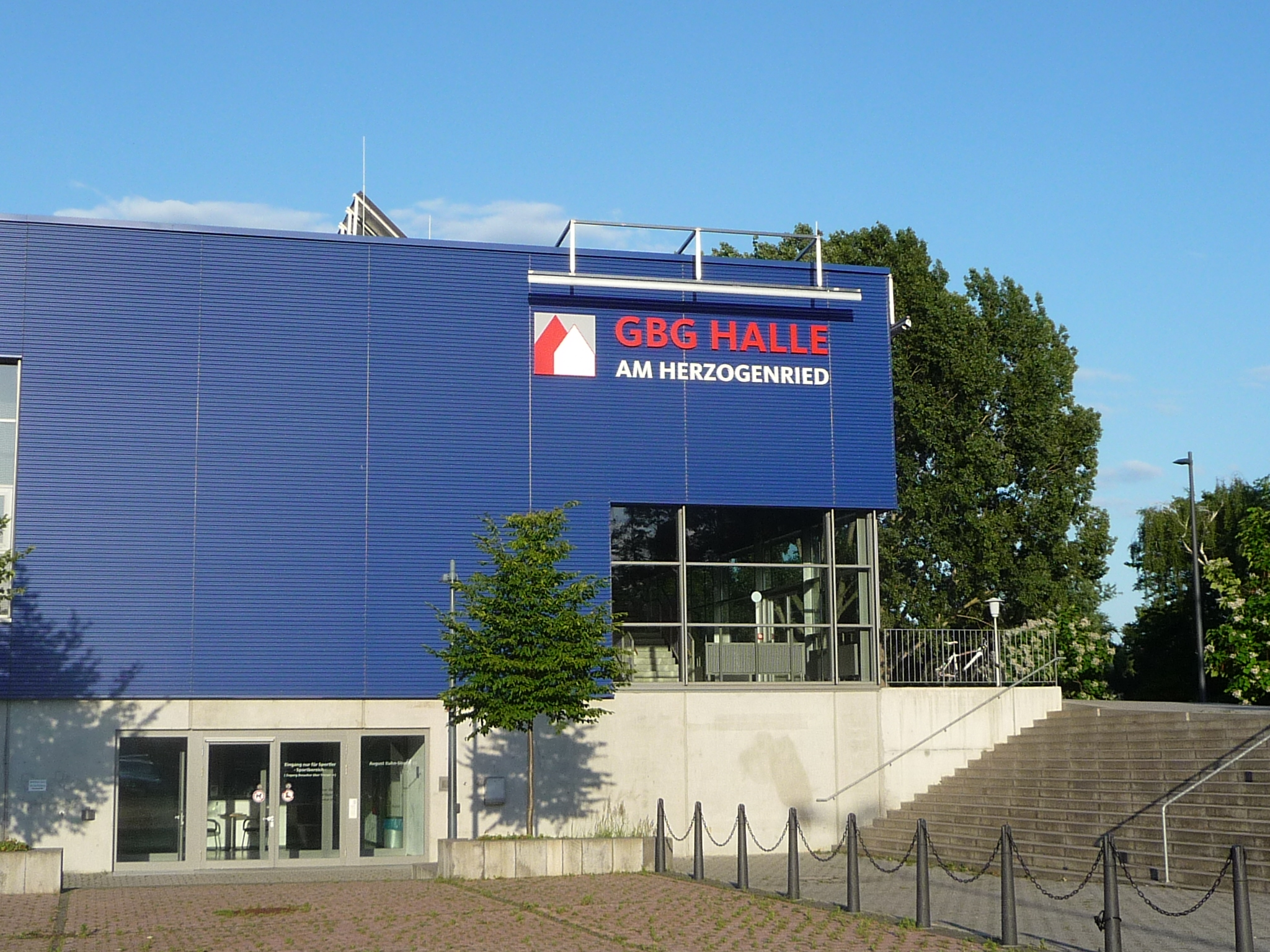
GBG-Halle

Seit der Saison 2005/06 ist die GBG-Halle am Herzogenried die Heimstätte der SG Mannheim. Die Halle wurde im Jahre 2005 fertiggestellt und im November 2005 eingeweiht. Die Baukosten betrugen 5,2 Millionen Euro. An gleicher Stelle wurde zuvor die 1965 erbaute Carl-Diem-Halle aufgrund gravierender Sicherheitsmängel abgerissen. Von 2005 bis 2012 war die MWS Grundstücksverwaltungsgesellschaft Namensgeberin der Halle, weshalb die Halle den Namen MWS-Halle trug. Seit Mai 2012 trägt die Halle ihren heutigen Namen.
Die 3-teilbare Sporthalle eignet sich neben dem Schul- und Vereinssport auch für Basketball, Fußball, Handball und Volleyball. Je nach Bestuhlung beträgt die Zuschauerkapazität zwischen 1.400 und 2.000 Sitz- und Stehplätzen. Neben den Heimspielen der Stammvereine SG Mannheim (Basketball) und VSG Mannheim (Volleyball) finden auch regelmäßig Großveranstaltungen statt, wie das Albert-Schweitzer-Turnier, das MM Morgen Masters oder die Mannheimer Fight Night.
Weitere Trainingshallen, die auch als Ausweichhallen für Heimspiele dienen, sind die Bertha-Benz-Halle und die Sporthalle Schwetzingerstadt.